# 小关诗织
小关诗织（日语：／ Koseki Shiori，1972年6月30日—），日本女子垒球运动员。她曾代表日本国家队参加2000年夏季奥林匹克运动会垒球比赛，获得一枚银牌。她也曾参加1998年亚洲运动会，获得银牌。